# Taylor Henderson
Taylor Henderson (* 23. März 1993) ist ein australischer Popsänger aus Geelong, der durch die Castingshow The X Factor bekannt geworden ist.

## Biografie
Bereits 2010 trat Taylor Henderson im Alter von 16 Jahren erstmals in Erscheinung, als er zusammen mit seinem Vater bei Australia's Got Talent teilnahm. Bereits da war er recht erfolgreich. Im Finale musste er unter anderem gegen seinen Vater antreten und belegte hinter ihm Platz drei.
Drei Jahre später bewarb er sich bei The X Factor und konnte dort ebenfalls bis ins Finale vordringen. Auf dem Weg dorthin erwies er sich als der erfolgreichste Kandidat: Seine Version des Cyndi-Lauper-Songs Girls Just Want to Have Fun kam nach seinem Auftritt auf Platz zwei der australischen Charts, drei weitere Songs konnte er während der Vorrunden in den Top 50 platzieren, so viele wie die Favoritin Dami Im. Trotzdem musste er ins Stechen gegen die Band Third Degree, um den dritten Finalplatz zu erreichen. Letztlich beendete er die Show auf Platz zwei hinter Dami Im.
Der eigene Finalsong von Henderson, Borrow My Heart, wurde eine Woche nach dem Finale veröffentlicht. Er löste den Song von Dami Im auf Platz eins der australischen Charts ab. Auch das vier Wochen später veröffentlichte Album mit den Aufnahmen der Showsongs setzte sich nach der Veröffentlichung an die Spitze der Charts, was seit 2003 keinem Zweitplatzierten einer Show mehr gelungen war. Sowohl Single als auch Album wurden mit Platin ausgezeichnet.

## Diskografie
Alben
- Taylor Henderson (2013)
- Burnt Letters (2014)

Lieder
- Coversongs aus den X-Factor-Liveshows vom 25. August bis 28. Oktober 2013
  - I Won't Let You Go
  - Run to You
  - I Will Wait
  - Let Her Go
  - Choirgirl
  - The Horses
  - Wake Me Up
  - One Crowded Hour
  - Against All Odds (Take a Look at Me Now)
  - Girls Just Want to Have Fun
  - Stand by Me
  - Some Nights
  - The Blower's Daughter
- Borrow My Heart (2013)
- When You Were Mine (2014)
- Already Gone (2014)